# Kungariket Nepal
Kungariket Nepal (nepali: नेपाल अधिराज्य), även Gorkha-kungariket, skapades 1768 genom Nepals enande. Staten skapades av Prithvi Narayan Shah (r. 1768–1775), en Gurkha som lyckades ena kungarikena Kathmandu, Patan och Bhaktapur till en enda stat. Kungariket existerade under 240 års tid, och styrdes av Shahdynastin.
Den 28 maj 2008 avskaffades monarkin. Vid tiden för monarkins avskaffande var Nepal enda stat i världen att ha hinduism som statsreligion; och republiken Nepal blev officiellt en sekulär stat.

### Fotnoter
1. ↑  ”Arkiverade kopian”. Arkiverad från originalet den 12 april 2020. https://web.archive.org/web/20200412081118/https://www.theindiapost.com/uncategorized/why-monarchy-is-necessary-in-nepal/. Läst 15 mars 2012.
2. ↑  Religious Intelligence - News - Nepal moves to become a secular republic Arkiverad 29 januari 2008 hämtat från the Wayback Machine.